# Hiro Macušita
Hiro Macušita (jap. ヒロ松下) je bývalý japonský závodník a podnikatel. Je vnukem zakladatele společnosti Panasonic, Kónosuke Macušity. Je prvním a jediným Japoncem, který vyhrál Toyota Atlantic Championship (Pacific) v roce 1989, a prvním japonským jezdcem, který závodil v 500 mil Indianapolis.

## Závodní kariéra
Macušita zahájil svou kariéru v mezinárodních motoristických závodech v roce 1987 závodem SCCA National Championship Runoffs Formula F, ve kterém skončil sedmý. V pozdějších letech se objevil také ve Formule Toyota Atlantic West, IMSA Camel Lights, Peter Jackson Formula Pacific Championship, Atlantic Championship, American Racing Series, Champ Car a 24 hodin Le Mans.

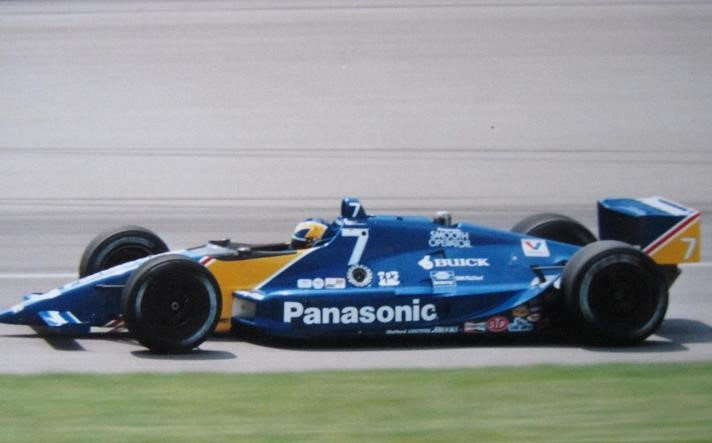
Hiro Macušita v roce 1989

## Osobní život
Macušitova rodina založila v roce 1990 ve Spojených státech společnost Matsusita International Corporation. V roce 2001 Macušita převzal jeho řízení a ukončil závodnickou kariéru. Společnost Matsusita International Corporation zakoupila v roce 1991 společnost Swift Car, výrobce slavného závodního vozu. Poté, co se Macušita stal prezidentem společnosti Swift, změnil název společnosti z Swift Car na Swift Engineering. V současné době žije v Kalifornii. Macušita bydlí v San Clemente v Kalifornii.